# Valvettithurai

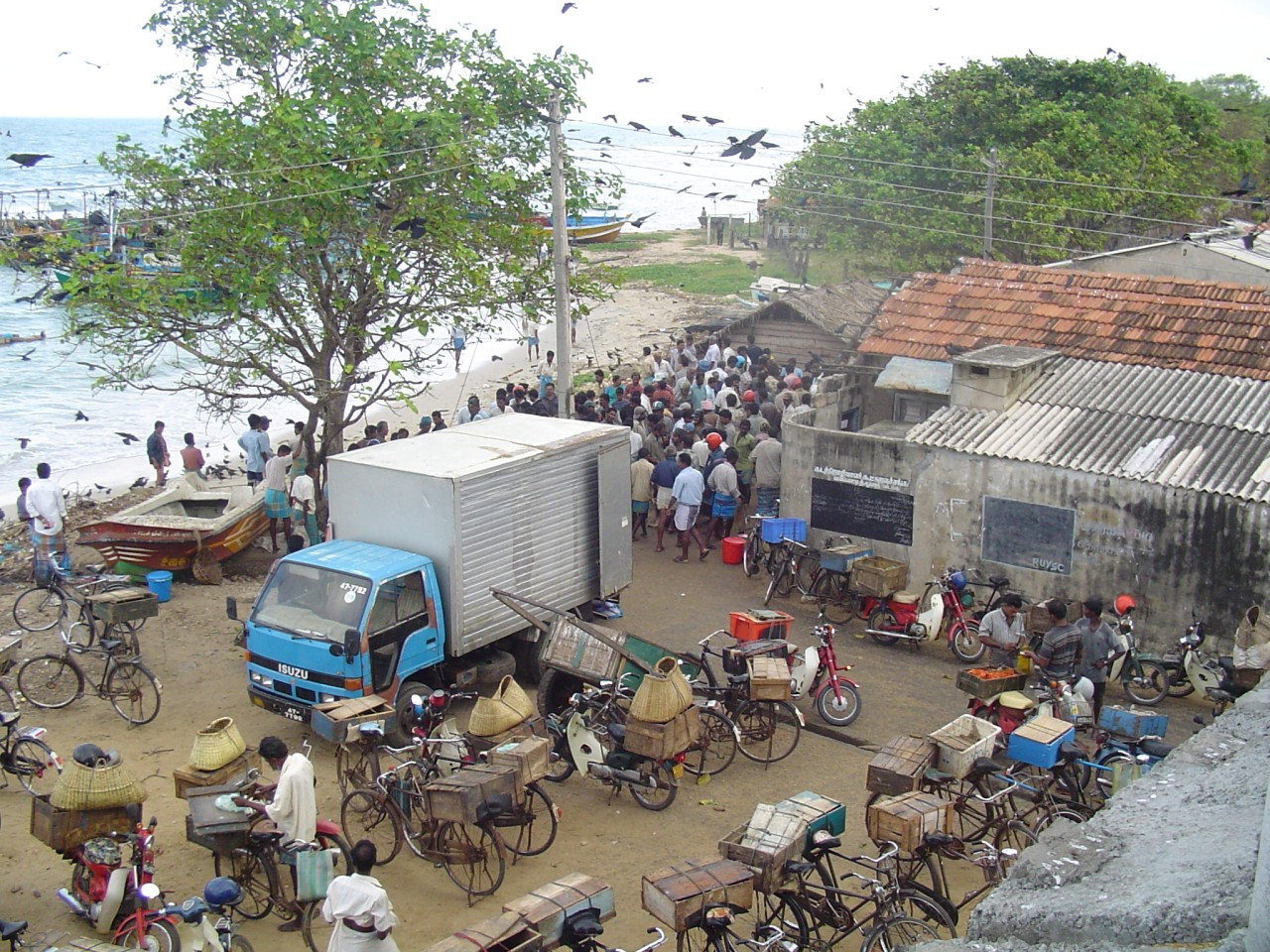
Fiskmarknad i Valvettithurai.

Valvettithurai är en liten kustort på Jaffnahalvön i norra Sri Lanka. Befolkningen uppgick till 6 617 invånare år 2007. Gerillarörelsen LTTE:s ledare Velupillai Prabhakaran är född i orten. Huvudnäringarna är fiske och jordbruk.
I närheten av staden ligger floden Thondaman Aru. Vid flodens mynning ligger det berömda skandatemplet Selva Sannithy.